# Юрген, Алекс
Алекс Юрген (нем. Alex Jürgen; род. 7 сентября 1976 года) — австрийский интерсекс-активист. Юрген стал первым человеком в Австрии, получившим свидетельство о рождении и паспорт с юридическим признанием небинарного пола, после того, как он выиграл дело по этому поводу в суде.

## Биография
Алекс Юрген родился интерсексом в Штайре и был при рождении приписан к мужскому полу. Его родители дали ему имя Юрген. Два года спустя доктора посоветовали родителям сделать из Юргена  девочку из-за недостаточного развития его гениталий по мужскому типу. Его имя было изменено на Александру. С помощью операций его член и яички были удалены.
Элизабет Шаранг сняла документальный фильм о нем и его борьбе за признание интерсекс-людей в Австрии. Фильм был выпущен в 2006 году под названием «Tintenfischalarm», и его премьера состоялась на Берлинском международном кинофестивале. Алекс Юрген был одним из первых в Австрии, кто открыто рассказал о том, что он интерсекс и выступил за права интерсекс-людей.
В 2014 году Юрген основал правозащитную организацию «Verein intergeschlechtlicher Menschen Österreich (VIMÖ)», занимающуюся правами интерсекс-людей и был активным её членом до 2018 года. С тех пор он является почетным членом организации.
В 2016 году он подал жалобу в Конституционный суд с целью получения небинарного гендерного маркера в своем паспорте и свидетельстве о рождении. В июне 2018 года Конституционный суд подтвердил необходимость введения третьего варианта гендерного маркера, ссылаясь на статью 8 Европейской конвенции о правах человека.